# میرزا محمدرحیم دوم شیخ الاسلام

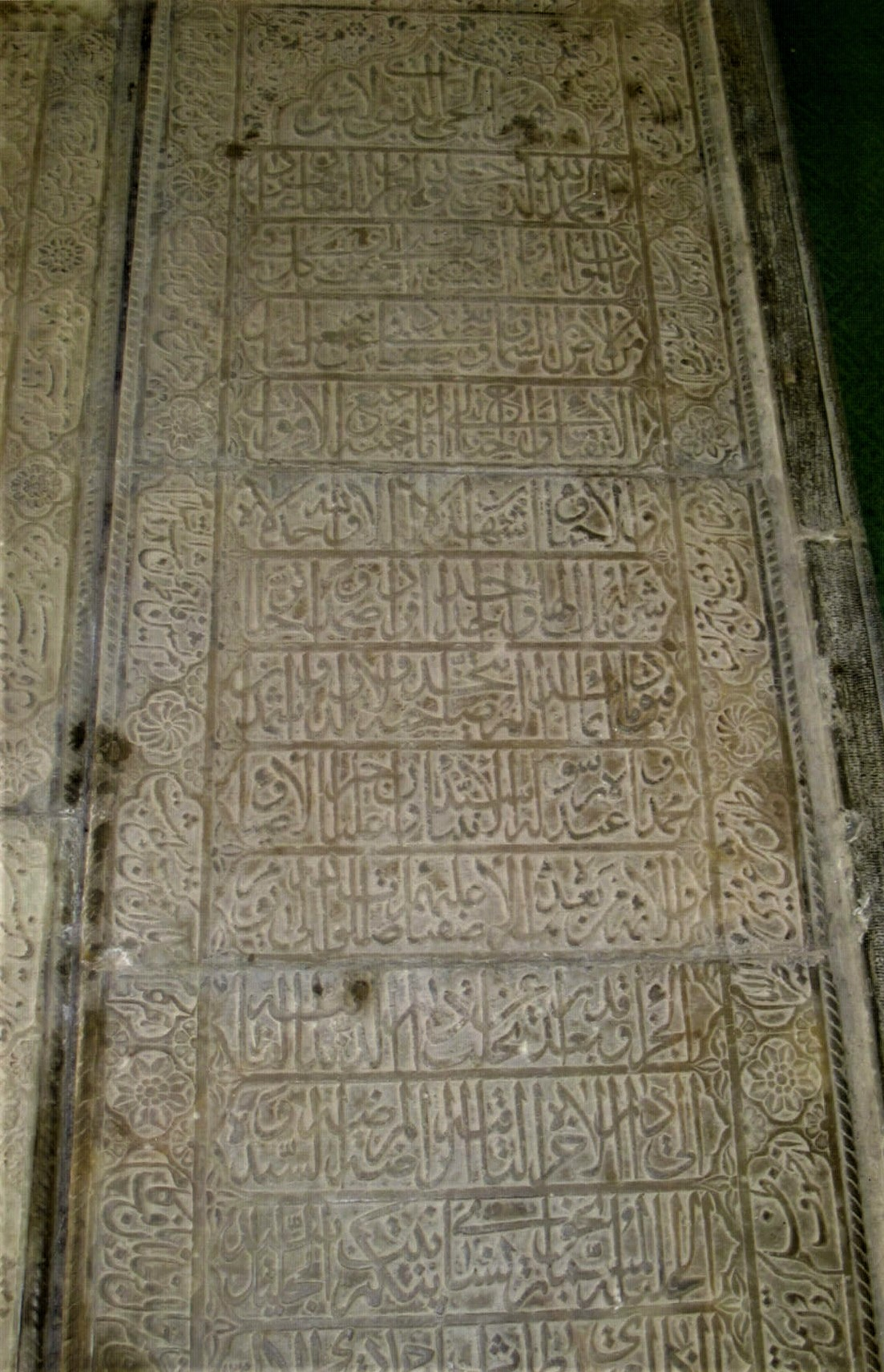
سنگ لوح محمدرحیم دوم شیخ الاسلام، فوت ۱۲۱۲ ه‍.ش (۹ صفر ۱۲۴۹ ه‍.ق) دراصفهان، تخت فولاد، داخل بقعه آقا حسین خوانساری

حاج میرزا محمدرحیم (دوم) شیخ الاسلام، فوت ۱۲۱۲ ه‍.ش (۱۲۴۹ ه‍.ق)، از روحانیون و رجال حکومتی (شیخ الاسلام اصفهان) در زمان فتحعلی شاه در اصفهان بود

## مناصب
- شیخ الاسلام اصفهان: او پس از فوت پدرش (میرزا مرتضی) در سال ۱۱۹۰ ه‍.ش (۱۲۲۶ ه‍.ق) در دوران حاکمیت عبدالله خان امین‌الدوله و سلطان محمد میرزا سیف‌الدوله، شیخ الاسلام شد و در دیوانخانه شیخ الاسلام، به امور درماندگان و مستمندان، برخورد با ظلم حکام و مأموران دولتی و امر به معروف و نهی از منکر و امور طلاق رسیدگی می‌کرد.
- متولی مدرسه باقریه مشهد: مدرسه باقریه یکی از مدارس حوزه علمیه خراسان بود که در دوران صفوی ساخته شده‌است.

جیمز بیلی فریزر، سیاح انگلیسی ، که در حدود سال ۱۲۰۴ه ش (۱۲۴۰ ه‍.ق) به ایران آمده‌است از این مدرسه با هشتاد تا نود طلبه به عنوان مدرسه ای سازمان یافته یاد می‌کند 

## موقوفات
شیخ محمد رحیم، نیمی از درآمد تیمچه حا جی ملا محمد حسن صدر واقع در فلکه حضرت مشهد را وقف خرید کتاب و توسعه کتا بخانه مدرسه باقریه می‌کند.
متن وقفنامه کتابخانه مدرسه باقریه:
بسمه تعالی
چون نصف از کل یکدربند تیمچه مرحوم حاجی ملا محمد حسن صدر الحفاظ را عالی جناب ثقه الانام حجته الاسلام اقای شیخ محمد رحیم ادام الله ظله العالی وقف فرمودند بر کتابخانه مبارکه مرحوم خلد اشیان جنت مکان علامه سبزواری اعلی الله مقامه که هر چه از منافع تعمیر کتب زیاد اید متولی تیمچه مزبور کتاب ابتیاع نمایدد و وقف مدرسه مزبور نماید

## زندگی‌نامه
حاج میرزا میرزا محمد رحیم (دوم) در اصفهان متولد شد و فرزند حاچ میرزا مرتضی شیخ الاسلام اصفهان، فوت ۱۱۹۰ ه‍.ش (۱۲۲۶ ه‍.ق) است.
او از نوادگان محقق سبزواری می‌باشد و نسب او چنین است: میرزا محمدرحیم (دوم) بن میرزا مرتضی بن میرزا عبدالمطلب بن محمدرحیم (اول) بن ملا محمد جعفر بن آخوند ملا محمدباقر محقق سبزواری بن محمد مؤمن الشریف السبزواری (فوت در حدود ۹۹۸ ه‍.ش -۱۰۲۸ ه‍.ق)
همسر او حوری نسا بیگم، فوت مهر ماه ۱۲۱۲ ه‍.ش (جمادی‌الاول ۱۲۴۹ ه‍.ق)، دختر سید مهدی می‌باشد و فرزند آنها شیخ میرزا عبدالله است.

## درگذشت

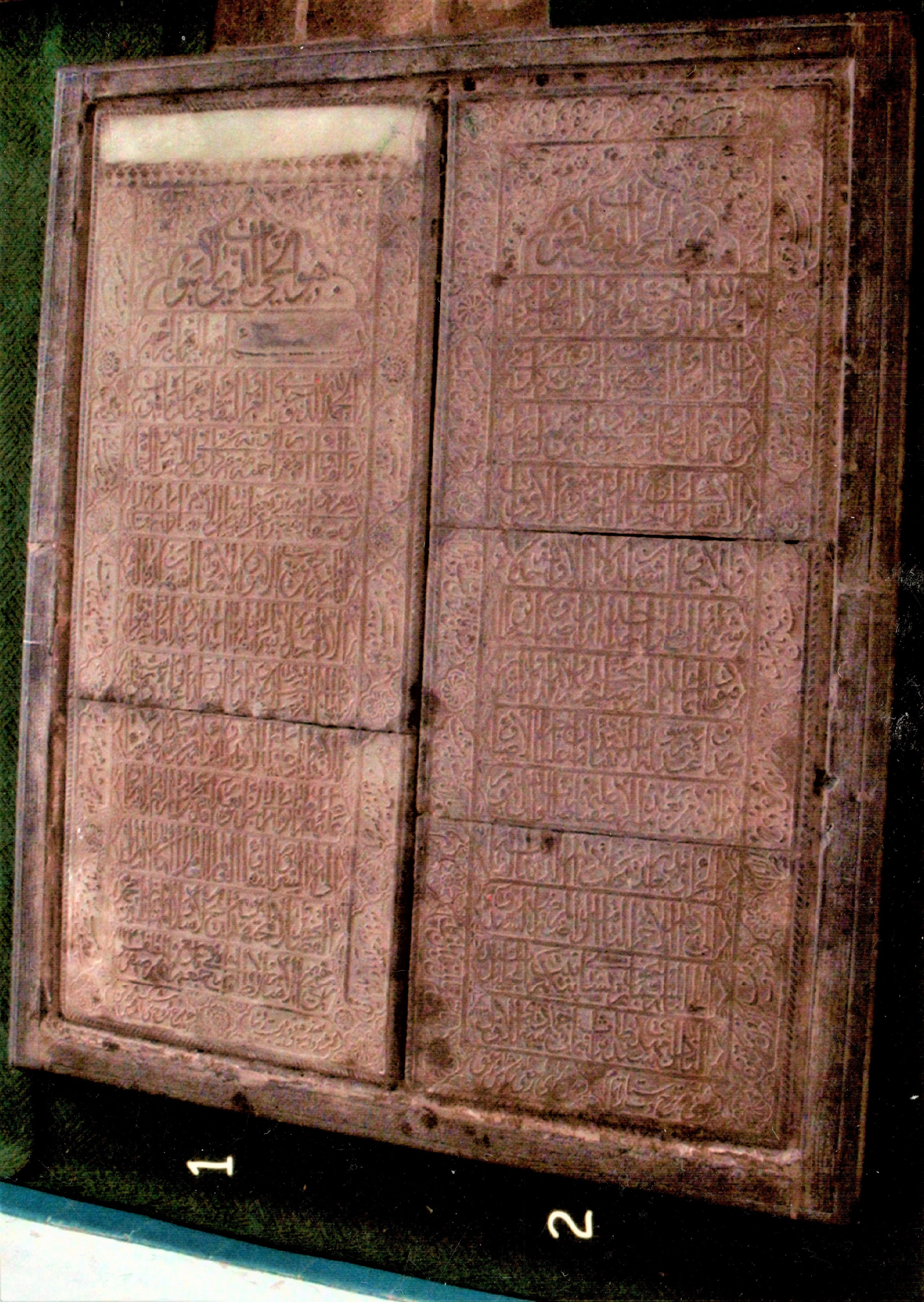
سنگ لوح محمدرحیم دوم شیخ الاسلام ، فوت ۱۲۱۲ ه‍.ش (۱۲۴۹ ه‍.ق) و همسرش حوری نسا بیگم، فوت ۱۲۱۲ ه‍.ش (۱۲۴۹ ه‍.ق) دراصفهان، تخت فولاد، داخل بقعه آقا حسین خوانساری

میرزا محمدرحیم دوم، در ۷ تیر ۱۲۱۲ ه‍.ش (۹ صفر ۱۲۴۹ ه‍.ق) فوت کرد و درتخت فولاد اصفهان، داخل بقعه آقا حسین خوانساری در جوار همسرش (حوری نسا بیگم) دفن شد.
اشعار حاشیه سنگ که توسط شاعر ضیاء اصفهانی سروده شده چنین است:
هزار حیف از آن نخل بوستان فضیلت----که تند باد حوادث فکند ناگهش از پا
در محیط سخاوت ستوده فخر افاضل----آمد نظیر گوهر و دریااش و سینه علمکه
نموده‌اند چه آیا باو ز عالم باقی----زدنیا بست و دیده شوق که شد روزانه بصد
چو مرغ روح وی آمد بتنگ در قفس تن----پرید از چمن دهر سوی سدره و طوبی
ندای‌ارجعیتش چون بگوش‌هوش‌رسانید----سروش عالم غیبی ز سوی جنت مأوا
نوشت کلک ضیاء ازبرای سال وفاتش----رحیم را که کند رحم جز رحیم بعقبا

## برای مطالعهٔ بیشتر
- دیوان خانه (عدالتخانه)

در دوران قاجار نظام قضاوت و دادرسی دیوان خانه هایی بود که رۆسای آن توسط شاه منصوب می‌شدند، دیوان خانه در حقیقت مکانی برای رسیدگی به شکایات مردم بود. طرز کار دیوانخانه چنین بود که شکایات و دعوای حقوقی را به حکام شرع ارجاع میدادند و حاکم شرع یعنی روحانی و مجتهد دربارة شکایات حکم می‌داد. در دوره قاجار شیخ الاسلام به ریاست محاکم شرع گماشته می‌شد. در شهرهای بزرگ یک قاضی شرع هم بود که زیر نظر شیخ الاسلام انجام وظیفه می‌کرد